# Spekdik

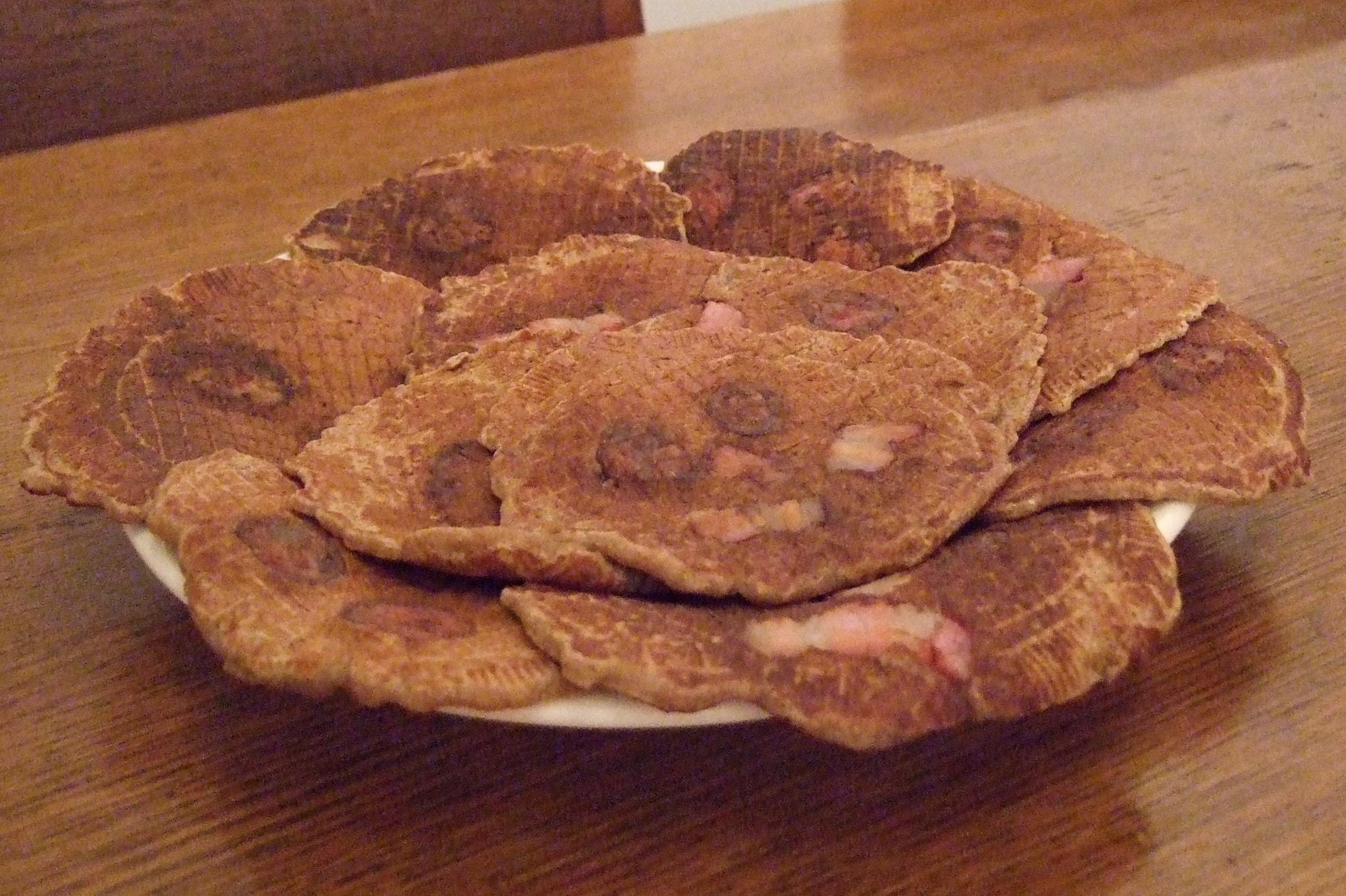
Spekdikken met droge worst en spek

Een spekdik of spekkendik is een soort kleine pannenkoek, die als lokale specialiteit onder meer in Groningen en Drenthe rond Nieuwjaar wordt gegeten.
De hoofdbestanddelen zijn meel (roggemeel, maar ook boekweitmeel, tarwemeel en gerstemeel), eieren en suiker en/of stroop. Spekdikken worden net als knieperties gebakken in een knijpijzer. Ze worden spekdikken genoemd omdat met elke koek een stukje vet spek en vaak 2 à 4 stukjes droge worst worden meegebakken. Hierdoor zijn ze dikker dan knieperties.
Spekdikken werden vanouds thuis gebakken, maar ook wel in verenigingsverband. In de loop van de jaren is dit laatste minder geworden. In de regio Westerwolde zijn verenigingen op jaarmarkten actief met het bakken van spekdikken. Naast deze verenigingen zijn er enkele ondernemers die de lekkernij verkopen.

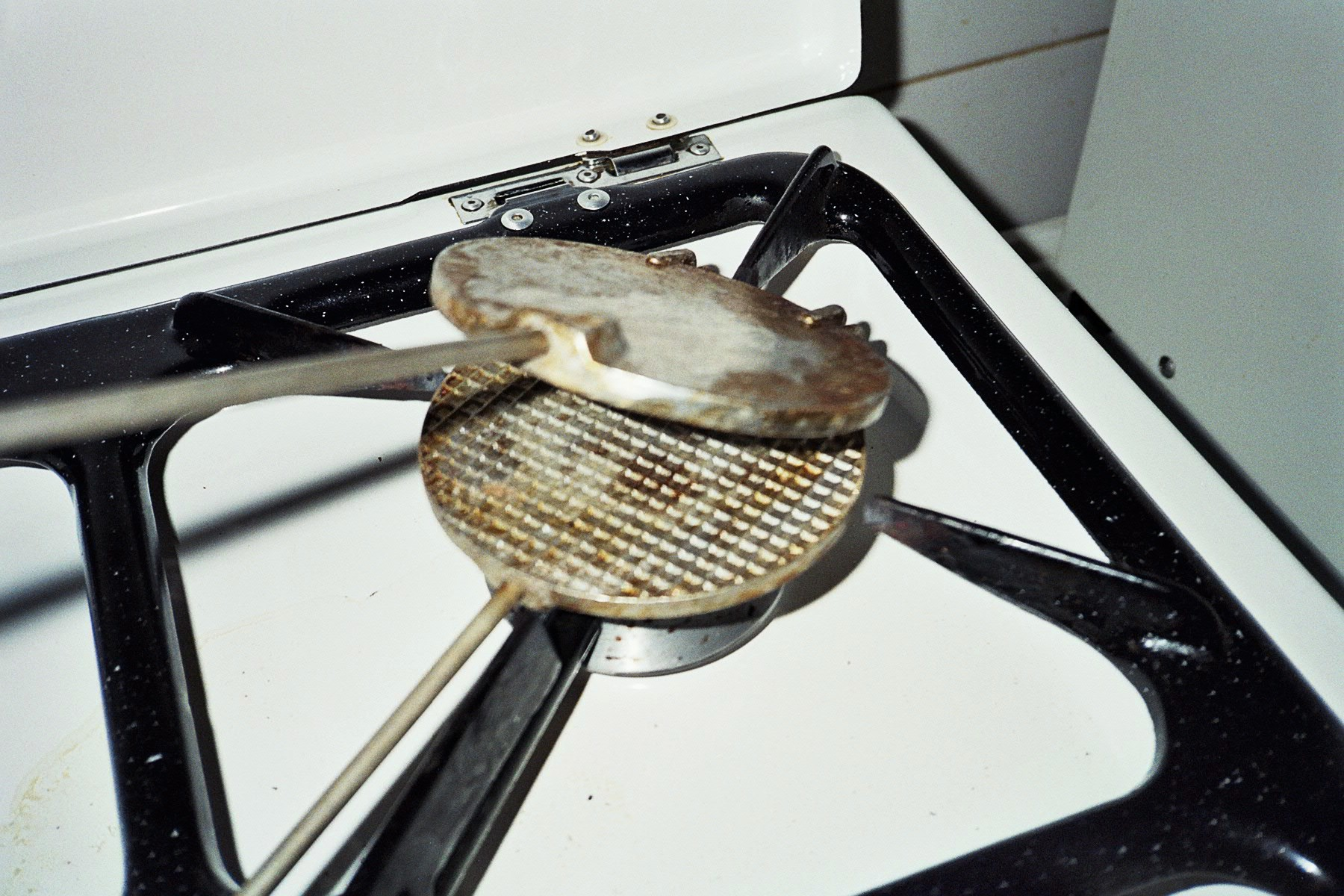
Knijpijzer